# Шугаев, Ильшат Юрьевич
Ильшат Юрьевич Шуга́ев — кинооператор, член Союза кинематографистов России.
В 1987 году окончил ВГИК по специальности «оператор игрового фильма» (курс Т. Г. Лобовой, В. Д. Нахабцева, С. Е. Медынского).
С сентября 1987 года по настоящее время — оператор-постановщик, штат киностудии им. Горького.

## Фильмография

### Короткометражные игровые фильмы
- 1986 — «Среднее образование» . Киностудия «ВГИК» Архивная копия от 18 декабря 2019 на Wayback Machine. Лауреат Берлинского и Киевского 1987 года студенческих фестивалей за лучшую операторскую работу.
- 1987 — «И был день», дипломная работа, «Одесская киностудия».

### Полнометражные игровые фильмы
- 1990 — «Посредник», киностудия им. М.Горького, «Гостелерадио СССР», реж. В.Потапов.
- 1991 — «По Таганке ходят танки», «АРС», киностудия «Мосфильм», реж. А.Соловьёв.
- 1992 — «Обаяние дьявола», киностудия им. М.Горького, реж. В.Потапов. Номинация «Зелёное яблоко» Российской Киноакадемии в категории «Лучшая операторская работа» 1995 г.
- 1996—2001 — «Искушение Дирка Богарта», продюсерская фирма «Диса+», реж. К.Мозгалевский.
- 2002 — «Козлёнок в молоке» (сериал), киностудия «Диса+», реж. В.Нахабцев.
- 2004 — «Богатство» (сериал), киностудия «Домвидео», реж. Э.Уразбаев.
- 2004 — «32 декабря», киностудия «Триада», реж. А.Муратов, оп. В.Мартынов, при участии И.Шугаева.
- 2004 — «Одинокое небо», киностудия «Пигмалион», реж. С.Русаков.
- 2005 — «Девять неизвестных» (сериал), киностудия «Триада», реж. А.Муратов.
- 2005 — «Застава», киностудия «Триада», реж. Х.Ахметов.
- 2006 — «Белое облако Чингиз-хана» (незавершён), кинокомпания «Луч», реж. А.Муратов, оп. В.Мартынов, при участии И.Шугаева.
- 2007 — «Гарин» (незавершён), киностудия «Абдулов-фильм», реж. А.Абдулов.
- 2008 — «Большой Фитиль», кинокомпания «Фитиль-проект», реж. И.Угольников.
- 2008 — «Умница, красавица», кинокомпания «Инсайт пикчерз», RWS, реж. А.Муратов.
- 2009 — «Белое облако», кинокомпания «Луч» совместно с Киргизфильм, реж. А.Тарасов.
- 2010 — «Правила Маскарада», кинокомпания «Пирамида», реж. А.Муратов.
- 2011 — «Средство От Смерти», кинокомпания «Пирамида», реж. А.Муратов.
- 2012 — «Операция Кукловод», кинокомпания «Пирамида», реж. К.Захаров.
- 2013 — «..И я там был», кинокомпания «Луч» совместно с Киргизфильм, реж. А.Зеленков
- 2013 — «Алхимик. Эликсир Фауста», Фаворит-фильм, 1 канал, реж. А.Муратов
- 2014 — «Другой майор Соколов», кинокомпания «Пирамида», НТВ, реж. К.Захаров
- 2014 — «Дед Мазаев и Зайцевы», кинокомпания «Пирамида», НТВ, реж. С.Крутин
- 2014 — «Муж по вызову», кинокомпания «Пирамида», НТВ, реж. С.Крутин
- 2014 — «Аргентина», кинокомпания «Пирамида», НТВ, реж. С.Крутин
- 2015 — «Вышибала», кинокомпания «Пирамида», НТВ, реж. С.Крутин
- 2017 — «Зеленый фургон. Другая история», кинокомпания «Пирамида», 1 канал, реж. С.Крутин

### Документальные фильмы
- 1991 — «Староверы. Фонд личности», по заказу ЮНЕСКО, реж. В.Алимов.
- 1992 — «Бурятия. Фонд личности», по заказу ЮНЕСКО, реж. В.Алимов.
- 1997 — «Последний нарком Великой империи» (незавершён), продюсерская фирма «Студия ТМ», реж. В.Чернов.
- 1997 — «Лига блюза. 20 лет», реж. А.Станкевич.
- 1998 — «Стинг в Москве», продюсерский центр «Иван!», реж. А.Станкевич.
- 1999 — «Юрий Любимов. Перед премьерой», продюсерская фирма «Студия Да!», «РТР», реж. А.Станкевич
- 1999 — «Из архивов Интерпола» (сериал), проект Г.Вайнера, «Интердет», по заказу МОБННБ, реж. Э. М. Уразбаев.
- 2001 — «Лейла», Азербайджанское ТВ, реж. В.Нахабцев.
- 2008 — «История болезней», Discovery Channel, реж. А.Станкевич.
- 2009 — «Трудно быть чемпионом», Эйм Интертеймент, реж. О.Фесенко
- 2012 — «Казачий Атаман», Киностудия «Луч», реж. В.Морозов
- 2012 — «Казаки», Киностудия «Луч», реж. В.Морозов

### Телевизионные работы
- 1992—1994 — американская телекомпания CBS-news, в частности, репортажи из осажденного войсками Белого дома и во время его штурма 1993 г.
- 1994-1995 — телевизионное игровое шоу «Лотто-Миллион» (прямой эфир), «Мастер ТВ», эфир — телеканал ОРТ.
- 1996 — съёмки боевых действий в Чечне для немецкой телекомпании SolzerTV.
- 1996 — предвыборная президентская кампания М.Горбачева.
- 1997—1998 — телевизионная программа «Огонек ТВ», «Студия ТМ», эфир — телеканал ОРТ, реж. И.Шугаев
- 1998 — телевизионное шоу «Прямо к цели», РТР, реж. С.Чевела.
- 1998 — телевизионная программа «Red Wave», эфир — РТР, реж. А.Станкевич.
- 2000 — телевизионная программа «Перехват», НТВ.
- 2000 — телевизионная программа «Страна Фестивалия», АСТ, реж. В.Нахабцев.
- 2001—2003 — телепрограммы «Клуб ДЮ», «Автокемп», эфир «М1» и «ТВ3», реж. Н.Симанков.
- 2007 — телевизионное шоу «Звезды в небе» (незавершён) — 1 канал, обеспечение воздушных съёмок, реж. А.Самолётов.
- 2010 — телевизионная программа «Грядка» — «Телезнак», эфир — 1 канал, реж. И.Табатадзе.
- 2010 — телевизионная программа «Дом звезды» — (пилот) «Телезнак», реж. М.Шахова.

### Другие проекты в качестве режиссёра и/или оператора
- представительские фильмы — «Америком» (CNN int), «Мосбизнесбанк», «ИСАА. 45», промофильм «ФНПР», «ЭнергоИнжинирингИнтерпрайзис», ТЭЦ25 «Мосэнерго», «Новогорск-2», «Сибур», «Газфлот», «Экотехпром»
- музыкальные клипы — Стингрей «Прибежище», Пресняков «Бублики», Понаровская «Таганка», Саруханов, Челобанов, Крылов, Укупник, Осин
- рекламные ролики — «Уникомбанк», «Царицинский мясокомбинат», «БиЛайн», «Медобоз», «Жезан», «Линда», «Star Galaxy» , Минздрав РФ, «Огонек», «Мардан-Палас» (Евроньюс), «Ланос-Шанс», «Банк Тинькофф»